# Dao Timmi
Dao Timmi es una antigua instalación militar situada en la meseta de Djado, en el norte de Níger . 

## Historia
Durante un levantamiento del pueblo étnico Toubou en la década de los 90´s, se instaló un campo minado. 
En respuesta a las medidas represivas contra los traficantes de personas por parte del gobierno de Níger y además a la crisis migratoria europea, Dao Timmi se convirtió en una ruta cada vez más popular, como alternativa a Agadez. Es un sitio de arte rupestre . 